# Посёлок Ветлечебницы (Рязанская область)
Посёлок Ветлечебницы (Ветлечебницы) — посёлок Слободского сельского поселения Михайловского района Рязанской области России. 

## Население
| 2010 |
| ---- |
| 0    |

## Этимология
Населенный пункт назван по хозяйственному объекту.